# Rolls-Royce Phantom III
Rolls-Royce Phantom III — модель люкс-класу британської компанії Rolls-Royce Limited, що виготовлялась впродовж 1936–1939 років і була останньою довоєнною моделлю. Було виготовлено 727 машин. Єдина модель Rolls-Royce з мотором V12 до 1998, коли вийшла модель Rolls-Royce Silver Seraph.

## Конструкція
На шасі Фантом ІІІ ставили мотор з алюмінієвим картером об'ємом 7340 см³ (82,5 мм×114,3 мм). Мотор мав подвійну систему запалювання з двома свічками запалювання на циліндр. Клапани системи OHV (Over Head Valve) приводились в дію розміщеним знизу розподільчим валом. У перших моделях встановлювали гідравлічні штовхачі клапанів (до 1938). До карбюратора паливо подавали за допомогою двох електричних помп. 4-ступінчаста коробка передач отримали синхронізатори 2, 3, 4 передач, а з 1938 підвищувальну передачу. Ходова частина мала централізовану систему змащення, що керувалась з місця водія. За ліцензією компанії Hispano-Suiza гальма на усіх колесах отримали систему механічного підсилення. При випробуваннях 1938 машина показала максимальну швидкість 140 км/год і розгін 0-100 км/год за 16,8 сек. Найвідоміші кузови для Rolls-Royce Phantom III виконали фабрики Park Ward, Thrupp & Maberly, H. J. Mulliner & Co., Hooper.
У художньому фільмі «Голдфінгер (фільм)» з серії про агента Джеймса Бонда використано автомашину Rolls-Royce Phantom III з кузовом Coupe de Ville, на якій їздив Аурік Голдфінгер.

## Кузови Rolls-Royce Phantom III

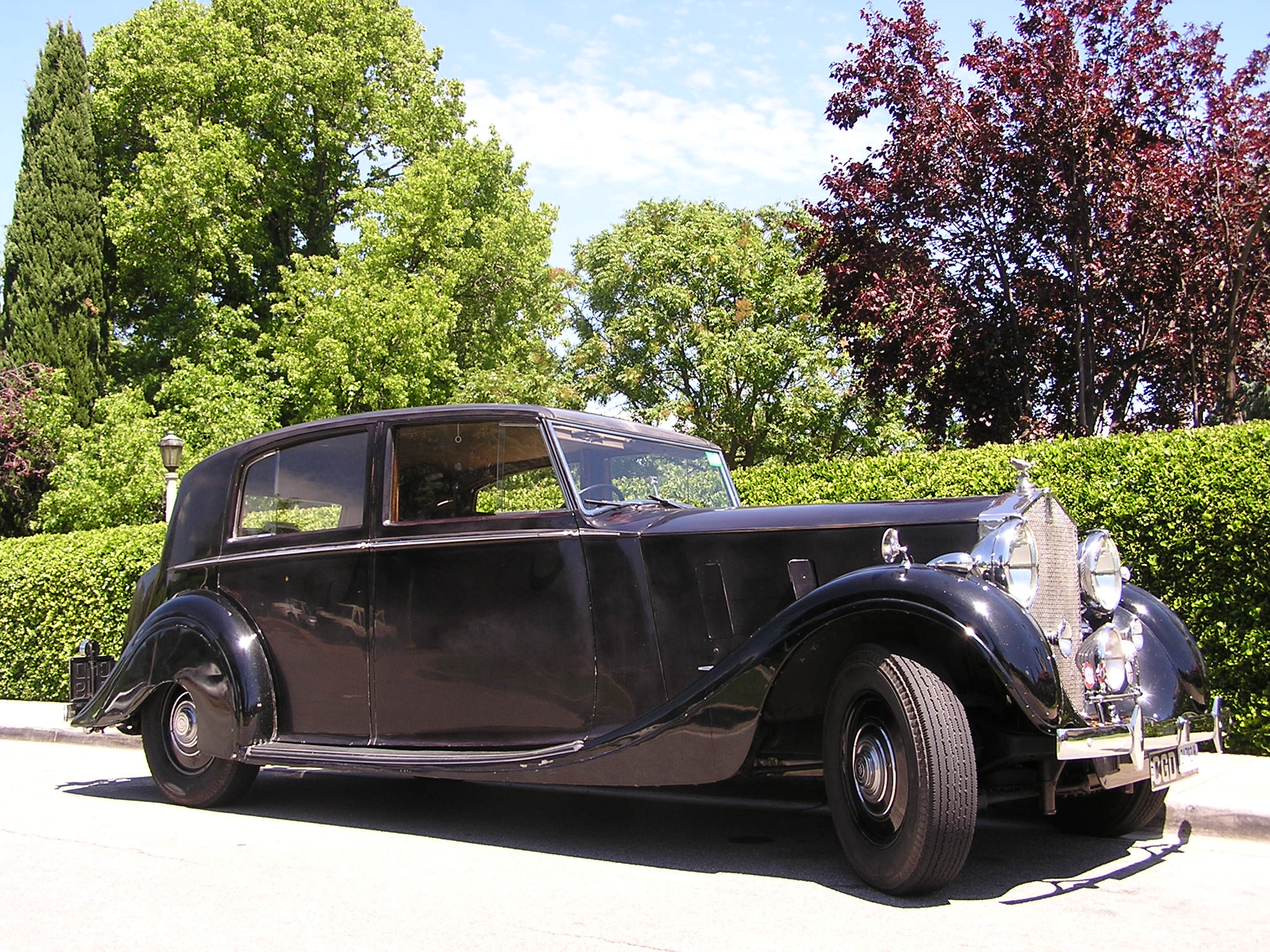
1936
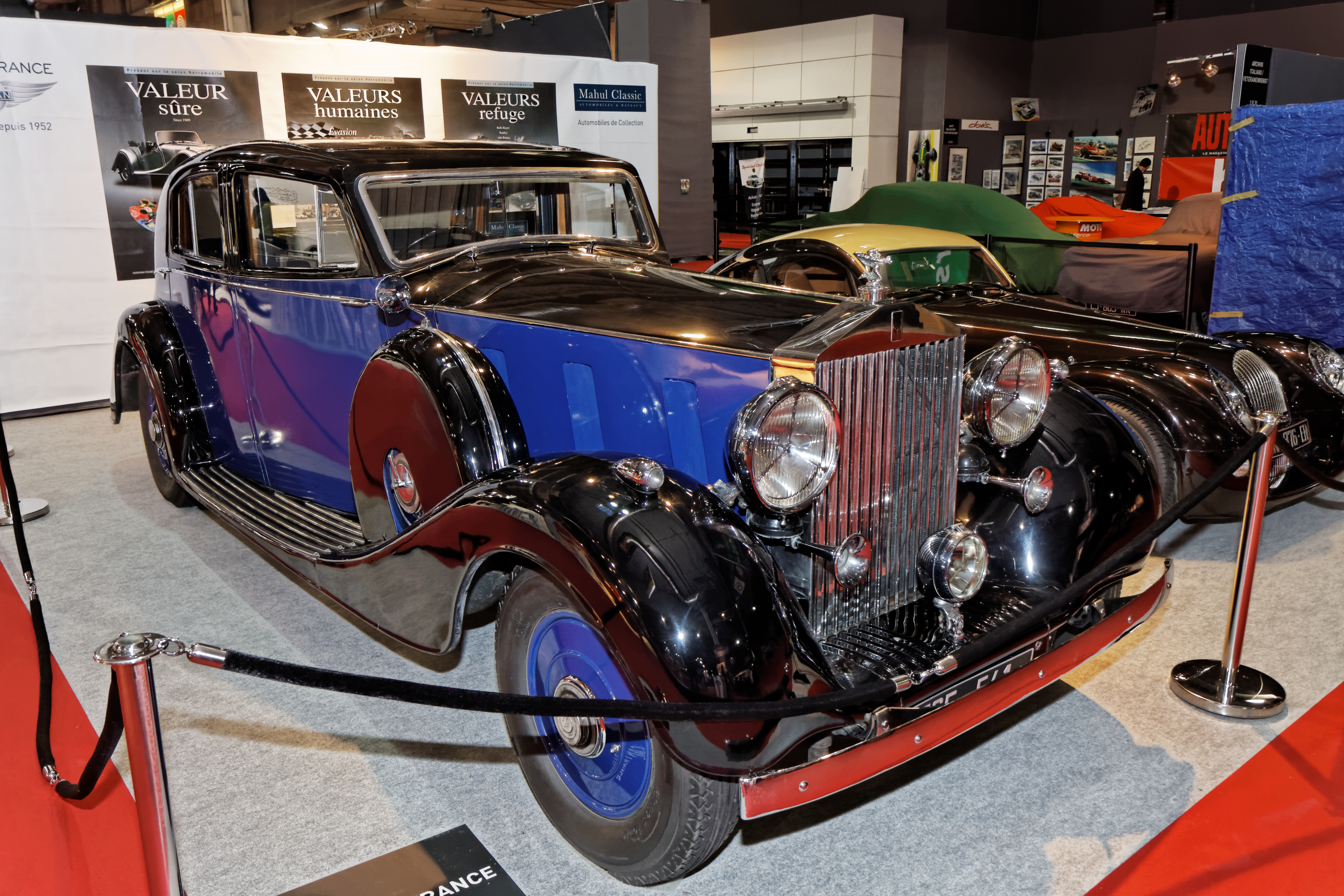
Спорт. 1936
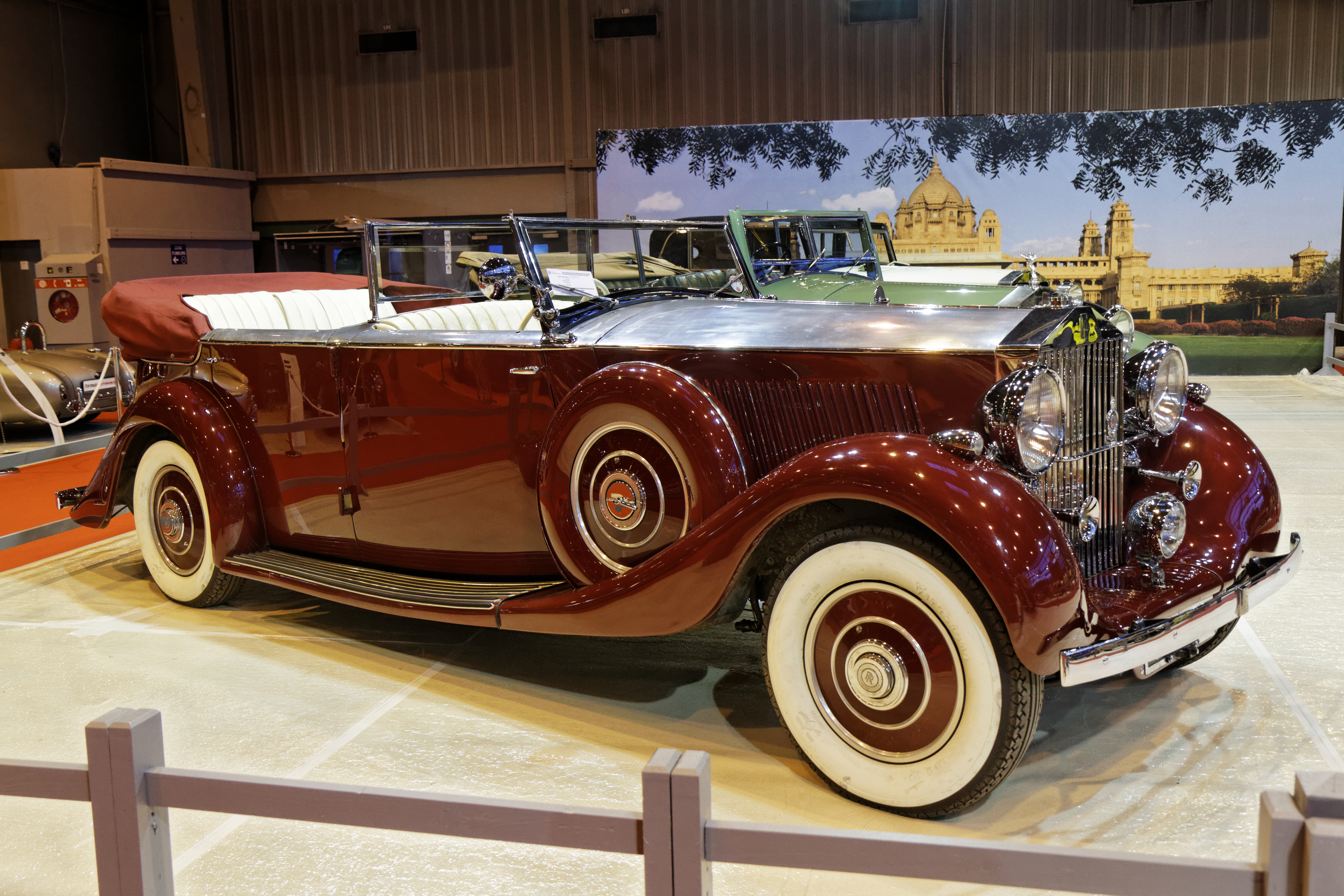
1937
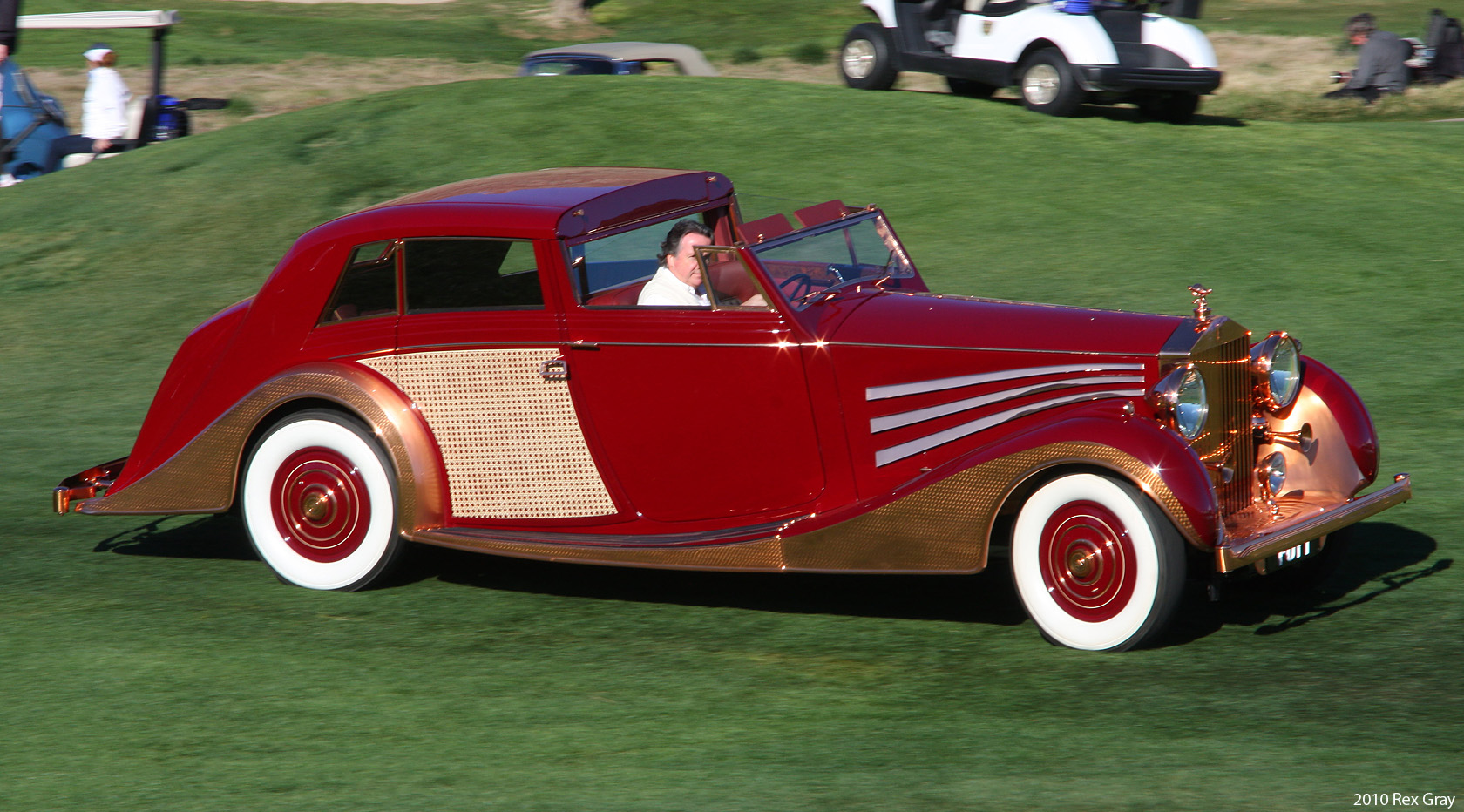
Купе де Вілле. 1937
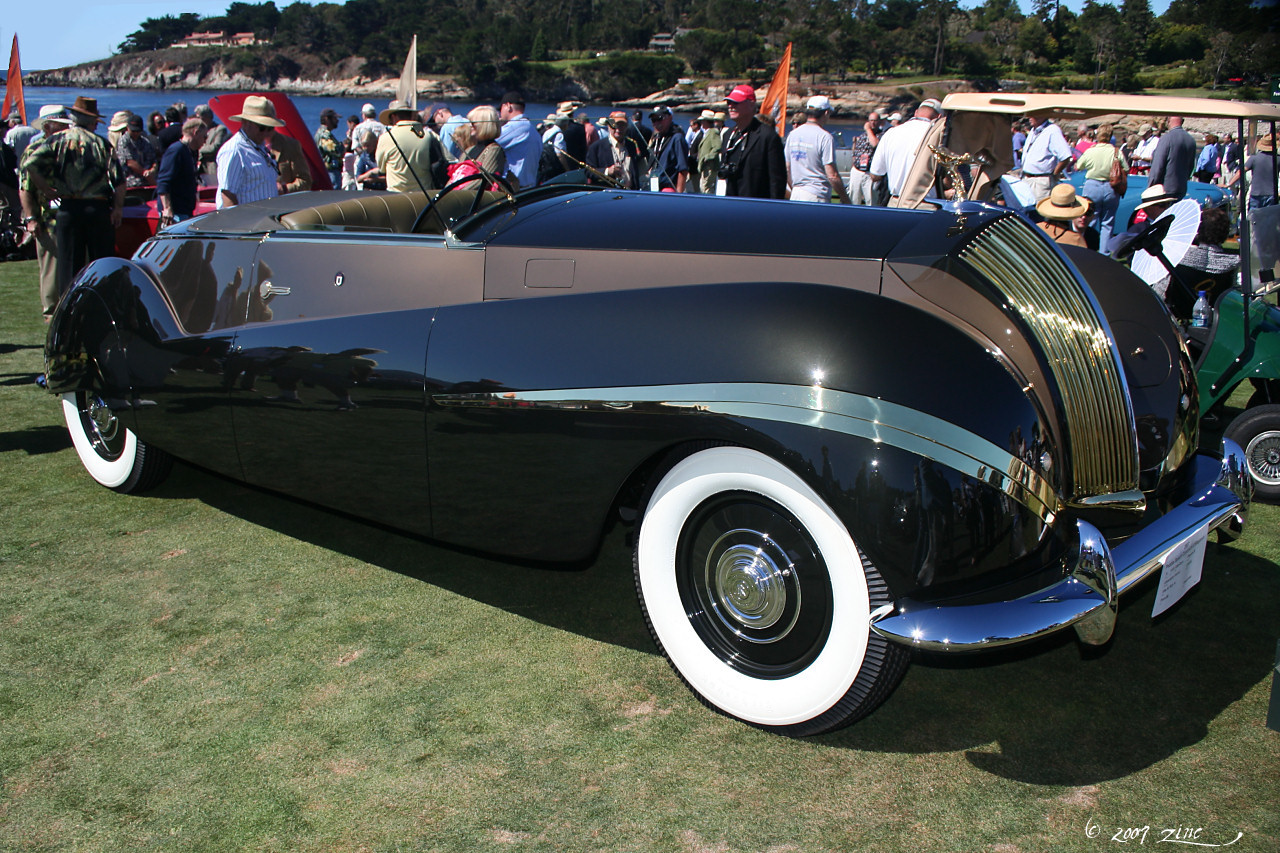
Кабріолет. 1939
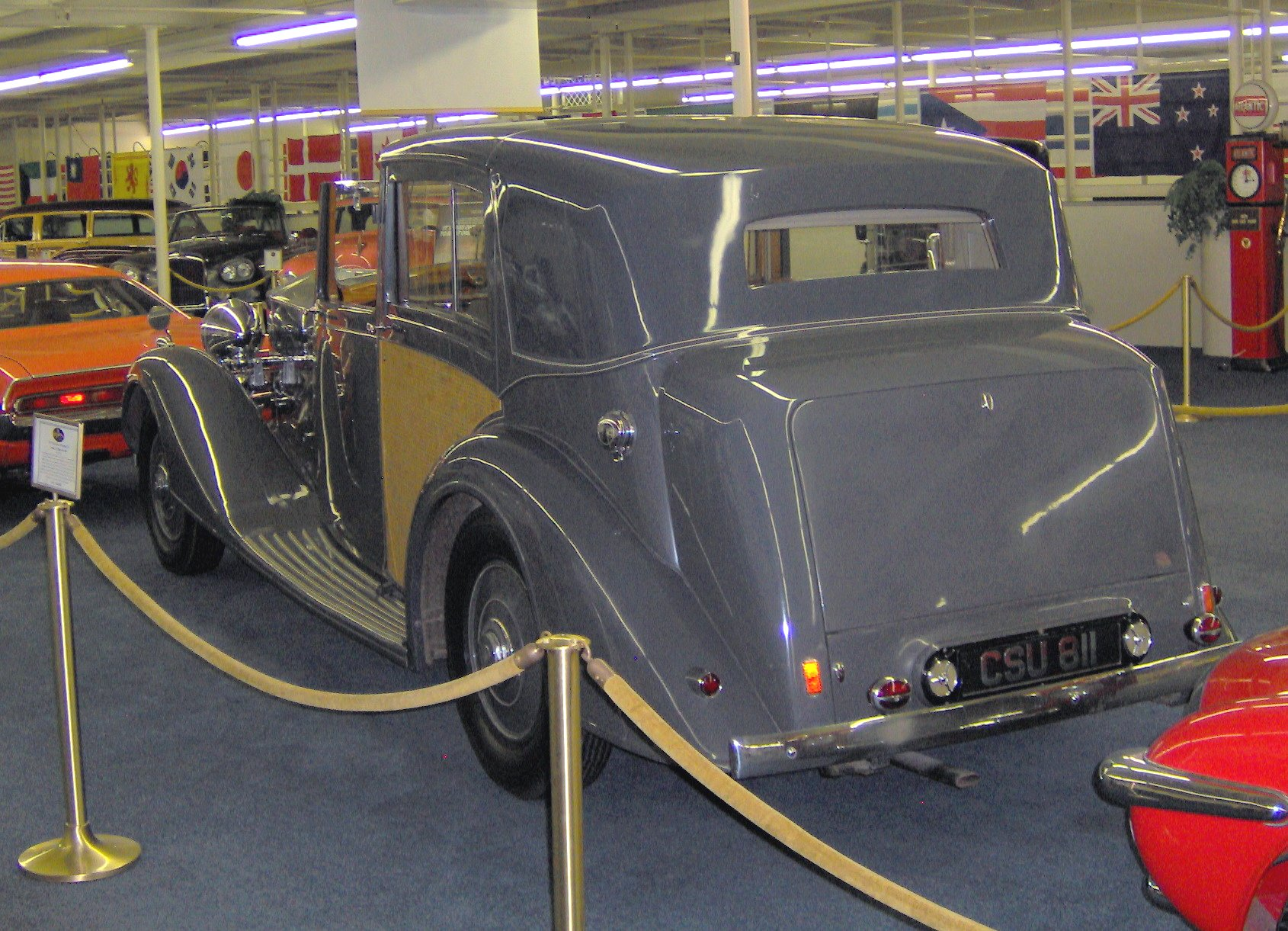
Купе де Вілле. 1937